# Syrien-Pferdespringer
Der Syrien-Pferdespringer (Scarturus aulacotis) ist eine Nagetierart, die in Syrien westlich des Euphrat, in Jordanien, in der türkischen Provinz Kilis und im äußersten Norden von Saudi-Arabien vorkommt.

## Merkmale
Die Tiere erreichen eine Kopfrumpflänge von 9,6 bis 12,8 cm, haben einen 15,8 bis 19,9 cm langen Schwanz. Die Hinterfußlänge liegt bei 5,1 bis 6,1 cm, die Ohren werden 3,0 bis 4,2 cm lang. Der Schädel ist 27,8 bis 31,7 mm lang (Condylobasallänge) und 21 bis 23,2 mm breit (Jochbogenbreite). Der bezahnte Bereich der Maxillare ist 6 bis 6,8 mm lang. Das Gewicht des Syrien-Pferdespringers wurde bisher nicht ermittelt. Kopf und Rücken sind graubraun, das Bauchfell ist weiß. Die Quaste am Ende des langen Schwanzes ist breit, flach und dreifarbig mit einer ockerfarbenen, basalen Zone, eine längere schwarze Zone und einer weißen Spitze. Die Zehen der Hinterfüße sind unten mit weichen weißen Haaren bedeckt. Der Karyotyp des Syrien-Pferdespringers ist unbekannt.

## Lebensraum und Lebensweise
Der Syrien-Pferdespringer kommt in trockenen Gegenden, oft in der Nähe von Wadis, in grasigen Bereichen der Hammada und auf Sandflächen vor. Die Tiere sind nachtaktiv. Über Verhaltensweisen und die Ernährung ist nichts, über die Fortpflanzung ist kaum etwas bekannt. Jungtiere wurden während des Aprils gesehen. Pro Wurf werden 6 bis 9 Jungtiere geboren.

## Systematik
Der Syrien-Pferdespringer wurde 1840 durch den deutschen Zoologen Wagner unter der Bezeichnung Dipus aulacotis erstmals wissenschaftlich beschrieben. Später wurde die Art der Gattung Allactaga zugeordnet, dann Proalactaga, die schließlich zum Juniorsynonym von Scarturus erklärt wurde. Einige Zeit galt Scarturus aulacotis auch als Synonym von Scarturus euphraticus oder von Allactaga major. Scarturus aulacotis ist die Schwesterart von Scarturus williamsi. Es werden keine Unterarten unterschieden.

## Gefährdung
Die IUCN listet den Syrien-Pferdespringer nicht.

## Belege
1. 1 2 3 4 5  Don E. Wilson, Thomas E. Lacher Jr., Russell A. Mittermeier (Hrsg.): Handbook of the Mammals of the World. Volume 7 - Rodents II. Lynx Edicions, 2017, ISBN 978-84-16728-04-6, S. 97.